# Леондинг
Леондинг (нем. Leonding) — город в Австрии, в федеральной земле Верхняя Австрия.
Входит в состав округа Линц. Население составляет 25 676 человек (на 1 января 2008 года). Занимает площадь 24,05 км².
На кладбище у Собора Св. Михаила расположена могила родителей А. Гитлера, а напротив выхода с кладбища стоит дом семьи Гитлеров.